# Madagonahalli, Kunigal
Madagonahalli là một làng thuộc tehsil Kunigal, huyện Tumkur, bang Karnataka, Ấn Độ.